# Alexia
Alexia je ženské křestní jméno. Pochází z řeckého slovesa ἀλέξειν (alexein) "bránící". Svátek slaví 3. května. A je to zkratka Alexandry.

## Domácké podoby
Alex, Al, Lexy, Lexa, Lex, Alesja, Lexia, Xia

## Další varianty
- Alexia – slovensky, nizozemsky, švédsky, dánsky, maďarsky, anglicky, německy
- Alesszia – maďarsky
- Aleksina – rusky
- Olesja – ukrajinsky
- Alexa – anglicky, nizozemsky
- Alexis – anglicky
- Aleksa – polsky
- Alexie – německy, francouzsky
- Alexine – francouzsky
- Aleksija – srbsky, chorvatsky
- Alessia – italsky

## Známé nositelky
- Alexia Nizozemská, kněžna oranžsko-nasavská
- Alexie Řecká a Dánská